# Cédrusolaj
A cédrusolaj (Cedri aetheroleum) a cédrusfajok fájából származó illóolaj. Cédrusolaj nyerhető ki a libanoni cédrus (Cedrus libani), az atlaszcédrus (Cedrus atlantica) és a himalájai cédrus (Cedrus deodara) fájából.

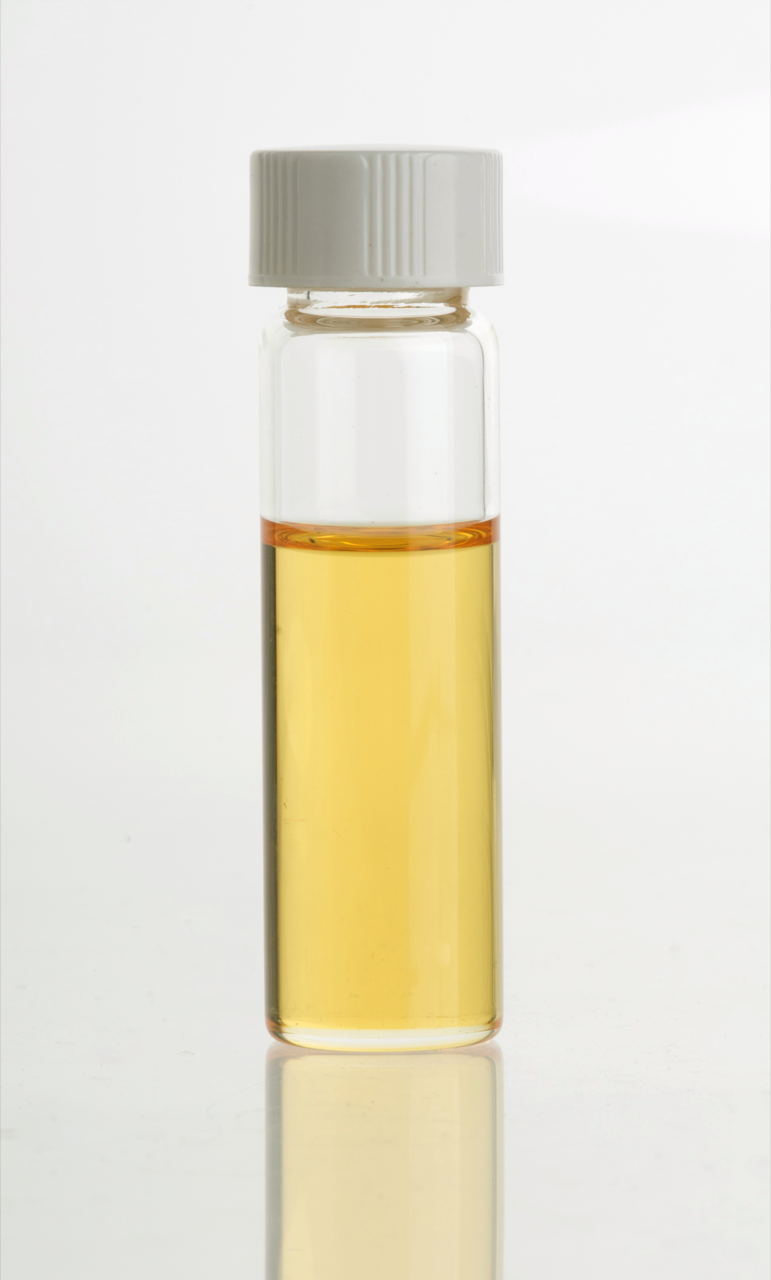

A cédrusfa mintegy 3-5%-nyi illóolajat tartalmaz, aminek fő összetevői a transz-alfa-atlanton, a gamma-atlanton és a kadinén.

## Felhasználása
A cédrusolaj az illatszeripar egyik alapanyaga, de a gyógyításban is használják (belsőleg hörghurut, külsőleg váladékfolyás és bőrbetegségek esetén).

## Nem cédrusból származó cédrusolajak

### A virginiai boróka illóolaja
A virginiai boróka (Juniperus virginiana) fájából előállított éteres illóolajat korábban cédrusolajként hoztak forgalomba. Ez sűrűn folyó, csaknem színtelen folyadék. Mikroszkópiában immerziós folyadékként használják. Vízben oldhatatlan, alkohol 10-20 térfogatszázalékban, míg dietil-éterben jól oldódik.

### Szibériai cédrusolaj
A szibériai cirbolyafenyő (Pinus sibirica) magjából készül. Az olaj elnevezése orosz nyelven (Кедровое) tartalmazza a „cédrus” kifejezést, amely Magyarországon is átvételre került.[forrás?]